# Brugmann (bankiers)
Brugmann was een Belgische bankiersfamilie van Duitse oorsprong.
De familie Brugmann (oorspronkelijk Bruckman) was in de zeventiende en achttiende eeuw gevestigd in Dortmund, waar verschillende leden openbare functies als griffier uitoefenden. Verschillende leden waren ook Luthers predikant.
In 1795 emigreerde Frederic Willem Arnold Brugmann naar Verviers. Samen met Jacques Engler stichtte hij in Verviers een bedrijf, uitgerust met de meest moderne machines, voor de spinerij van wol en het fabriceren van laken. Het werd een groot succes.
De volgende stap, na 1830, volgde Brugmann zijn vennoot Engler naar Brussel waar ze een groothandel opzetten die evolueerde tot een bankinstelling onder de naam Engler, Brugmann & Böhne. Brugmann had banden met de Banque de Belgique, die in 1850 de Nationale Bank van België werd.
Frederic had drie zoons, die gezamenlijk de bank in handen namen:
- Ernest Brugmann (1823-1898)
- Georges Brugmann (1829-1900)
- Alfred Brugmann (1834-1927)

Alfreds zoon Frédéric Brugmann de Walzin speelde na hen nog een rol in de bank en (korte tijd) ook in de Belgische politiek.